# Rally di Germania

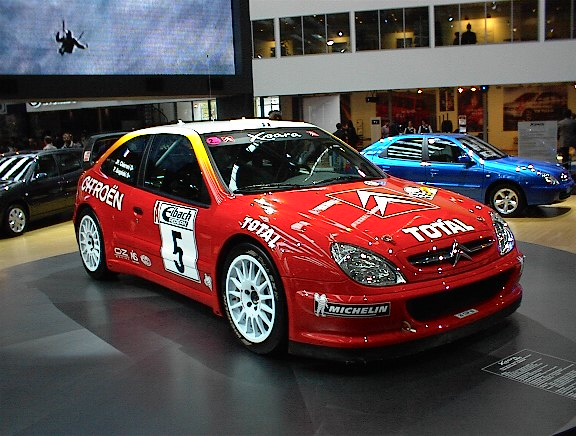
Una Citroën Xsara WRC che ha partecipato nel 2001

Il Rally di Germania è un rally divenuto prova del campionato del mondo Rally nel 2002 in sostituzione del Rally del Portogallo. Il percorso si snoda essenzialmente intorno alla città di Treviri, su strade esclusivamente asfaltate.
L'edizione 2020 è stata annullata a seguito della pandemia di COVID-19.

## Palmarès
| Anno           | Denominazione                   | Pilota                          | Navigatore                      | Auto                            | Validità                 |
| -------------- | ------------------------------- | ------------------------------- | ------------------------------- | ------------------------------- | ------------------------ |
| 1982           | 1° ADAC Rallye Deutschland      | Erwin Weber                     | Mathias Berg                    | Opel Ascona 400                 | -                        |
| 1983           | 2° ADAC Rallye Deutschland      | Walter Röhrl                    | Christian Geistdörfer           | Lancia 037 Rally                | Campionato tedesco rally |
| 1984           | 3° ADAC Rallye Deutschland      | Hannu Mikkola                   | Christian Geistdörfer           | Audi Quattro Sport              | Campionato tedesco rally |
| 1985           | 4° ADAC Rallye Deutschland      | Kalle Grundel                   | Peter Diekmann                  | Peugeot 205 Turbo 16            | ERC                      |
| 1986           | 5° ADAC Rallye Deutschland      | Michèle Mouton                  | Terry Harryman                  | Peugeot 205 Turbo 16            | ERC                      |
| 1987           | 6° ADAC Rallye Deutschland      | Jochi Kleint                    | Manfred Hiemer                  | Volkswagen Golf II GTi 16V      | ERC                      |
| 1988           | 7° Int. ADAC Rallye Deutschland | Robert Droogmans                | Ronny Joosten                   | Ford Sierra RS Cosworth         | ERC                      |
| 1989           | 8° ADAC Rallye Deutschland      | Patrick Snijers                 | Dany Colebunders                | Toyota Celica GT-4 (ST165)      | ERC                      |
| 1990           | 9° ADAC Rallye Deutschland      | Robert Droogmans                | Ronny Joosten                   | Lancia Delta Integrale 16V      | ERC                      |
| 1991           | 10° ADAC Rallye Deutschland     | Piero Liatti                    | Luciano Tedeschini              | Lancia Delta Integrale 16V      | ERC                      |
| 1992           | 11° ADAC Rallye Deutschland     | Erwin Weber                     | Manfred Hiemer                  | Mitsubishi Galant VR-4          | ERC                      |
| 1993           | 12° ADAC Rallye Deutschland     | Patrick Snijers                 | Dany Colebunders                | Ford Escort RS Cosworth         | ERC                      |
| 1994           | 13° ADAC Rallye Deutschland     | Dieter Depping                  | Peter Thul                      | Ford Escort RS Cosworth         | ERC                      |
| 1995           | 14° ADAC Rallye Deutschland     | Enrico Bertone                  | Massimo Chiapponi               | Toyota Celica Turbo 4WD (ST185) | ERC                      |
| 1996           | 15° ADAC Rallye Deutschland     | Dieter Depping                  | Fred Berssen                    | Ford Escort RS Cosworth         | ERC                      |
| 1997           | 16° ADAC Rallye Deutschland     | Dieter Depping                  | Dieter Hawranke                 | Ford Escort RS Cosworth         | ERC                      |
| 1998           | 17° ADAC Rallye Deutschland     | Matthias Kahle                  | Dieter Schneppenheim            | Toyota Corolla WRC              | ERC                      |
| 1999           | 18° ADAC Rallye Deutschland     | Armin Kremer                    | Fred Berssen                    | Subaru Impreza S5 WRC '97       | ERC                      |
| 2000           | 19° ADAC Rallye Deutschland     | Henrik Lundgaard                | Jens-Christian Anker            | Toyota Corolla WRC              | ERC                      |
| 2001           | 20° ADAC Rallye Deutschland     | Philippe Bugalski               | Jean-Paul Chiaroni              | Citroën Xsara WRC               | ERC                      |
| 2002 Resoconto | 21° ADAC Rallye Deutschland     | Sébastien Loeb                  | Daniel Elena                    | Citroën Xsara WRC               | WRC                      |
| 2003 Resoconto | 22° ADAC Rallye Deutschland     | Sébastien Loeb                  | Daniel Elena                    | Citroën Xsara WRC               | WRC                      |
| 2004 Resoconto | 23° OMV ADAC Rallye Deutschland | Sébastien Loeb                  | Daniel Elena                    | Citroën Xsara WRC               | WRC                      |
| 2005 Resoconto | 24° OMV ADAC Rallye Deutschland | Sébastien Loeb                  | Daniel Elena                    | Citroën Xsara WRC               | WRC                      |
| 2006 Resoconto | 25° OMV ADAC Rallye Deutschland | Sébastien Loeb                  | Daniel Elena                    | Citroën Xsara WRC               | WRC                      |
| 2007 Resoconto | 26° ADAC Rallye Deutschland     | Sébastien Loeb                  | Daniel Elena                    | Citroën C4 WRC                  | WRC                      |
| 2008 Resoconto | 27° ADAC Rallye Deutschland     | Sébastien Loeb                  | Daniel Elena                    | Citroën C4 WRC                  | WRC                      |
| 2010 Resoconto | 28° ADAC Rallye Deutschland     | Sébastien Loeb                  | Daniel Elena                    | Citroën C4 WRC                  | WRC                      |
| 2011 Resoconto | 29° ADAC Rallye Deutschland     | Sébastien Ogier                 | Julien Ingrassia                | Citroën DS3 WRC                 | WRC                      |
| 2012 Resoconto | 30° ADAC Rallye Deutschland     | Sébastien Loeb                  | Daniel Elena                    | Citroën DS3 WRC                 | WRC                      |
| 2013 Resoconto | 31° ADAC Rallye Deutschland     | Daniel Sordo                    | Carlos del Barrio               | Citroën DS3 WRC                 | WRC                      |
| 2014 Resoconto | 32° ADAC Rallye Deutschland     | Thierry Neuville                | Nicolas Gilsoul                 | Hyundai i20 WRC                 | WRC                      |
| 2015 Resoconto | 33° ADAC Rallye Deutschland     | Sébastien Ogier                 | Julien Ingrassia                | Volkswagen Polo R WRC           | WRC                      |
| 2016 Resoconto | 34° ADAC Rallye Deutschland     | Sébastien Ogier                 | Julien Ingrassia                | Volkswagen Polo R WRC           | WRC                      |
| 2017 Resoconto | 35° ADAC Rallye Deutschland     | Ott Tänak                       | Martin Järveoja                 | Ford Fiesta WRC                 | WRC                      |
| 2018 Resoconto | 36° ADAC Rallye Deutschland     | Ott Tänak                       | Martin Järveoja                 | Toyota Yaris WRC                | WRC                      |
| 2019 Resoconto | 37° ADAC Rallye Deutschland     | Ott Tänak                       | Martin Järveoja                 | Toyota Yaris WRC                | WRC                      |
| 2020           | 38° ADAC Rallye Deutschland     | Cancellato a causa del COVID-19 | Cancellato a causa del COVID-19 | Cancellato a causa del COVID-19 | WRC                      |

## 21ª edizione (2002)
- 10ª gara del Campionato del mondo rally 2002
- partenza : 22 agosto 2002 da Trier
- arrivo : 25 agosto 2002 a Trier
- distanza : 1423,56 km di cui 415,55 km (393,27 km realmente percorsi) su 23 prove speciali (di cui una annullata)
- superficie : asfalto
- partecipanti : 89 equipaggi iscritti, 86 partiti, 42 arrivati

Podio :
| 1° | Sébastien Loeb  | Daniel Elena    | Citroën Xsara WRC | in 3h 47m 17,3s |
| 2° | Richard Burns   | Robert Reid     | Peugeot 206 WRC   | a 14,3s         |
| 3° | Marcus Grönholm | Timo Rautiainen | Peugeot 206 WRC   | a 1m 19,1s      |

## 22ª edizione (2003)
- 8ª gara del Campionato del mondo rally 2003
- partenza : 24 luglio 2003 da Treviri
- arrivo : 27 luglio 2003 a Treviri
- distanza : 1737,58 km di cui 388,23 km in 22 prove speciali
- superficie : asfalto
- partecipanti : 81 equipaggi iscritti, 79 partiti, 44 arrivati

Podio :
| 1° | Sébastien Loeb  | Daniel Elena    | Citroën Xsara WRC | in 3h 46m 50,4s |
| 2° | Marcus Grönholm | Timo Rautiainen | Peugeot 206 WRC   | a 3,6s          |
| 3° | Richard Burns   | Robert Reid     | Peugeot 206 WRC   | a 19,7s         |

## 23ª edizione (2004)
- 10ª gara del Campionato del mondo rally 2004
- partenza : 19 agosto 2004 da Bostalsee
- arrivo : 22 agosto 2004 a Bostalsee
- distanza : 1018,36 km di cui 411,06 km (353,65 km realmente percorsi) su 24 prove speciali (di cui 2 neutralizzate)
- superficie : asfalto
- partecipanti : 69 equipaggi iscritti, 69 partiti, 41 arrivati

Podio :
| 1° | Sébastien Loeb | Daniel Elena    | Citroën Xsara WRC    | in 4h 01m 57,4s |
| 2° | François Duval | Stéphane Prévot | Ford Focus RS WRC 04 | a 29,1s         |
| 3° | Carlos Sainz   | Marc Martí      | Citroën Xsara WRC    | a 1m 09,5s      |

## 24ª edizione (2005)
- 11ª gara del Campionato del mondo rally 2005
- partenza : 26 agosto 2005 da Bostalsee
- arrivo : 28 agosto 2005 a Treviri
- distanza : 1298,25 km di cui 355,40 km in 19 prove speciali
- superficie : asfalto
- partecipanti : 61 equipaggi iscritti, 57 partiti, 38 arrivati

Podio :
| 1° | Sébastien Loeb  | Daniel Elena    | Citroën Xsara WRC | in 3h 27m 13,2s |
| 2° | François Duval  | Sven Smeets     | Citroën Xsara WRC | a 37,4s         |
| 3° | Marcus Grönholm | Timo Rautiainen | Peugeot 307 WRC   | a 2m 04,8s      |

## 25ª edizione (2006)
- 9ª gara del Campionato del mondo rally 2006
- partenza : 11 agosto 2006 da Treviri
- arrivo : 13 agosto 2006 a Treviri
- distanza : 1300,48 km di cui 351,55 km in 19 prove speciali
- superficie : asfalto
- partecipanti : 77 equipaggi iscritti, 73 partiti, 56 arrivati

Podio :
| 1° | Sébastien Loeb  | Daniel Elena    | Citroën Xsara WRC    | in 3h 28m 34,1s |
| 2° | Daniel Sordo    | Marc Martí      | Citroën Xsara WRC    | a 33,8s         |
| 3° | Marcus Grönholm | Timo Rautiainen | Ford Focus RS WRC 06 | a 2m 19,2s      |

## 26ª edizione (2007)
- 10ª gara del Campionato del mondo rally 2007
- partenza : 17 agosto 2007 da Treviri
- arrivo : 19 agosto 2007 a Treviri
- distanza : 1227,04 km di cui 356,27 km in 19 prove speciali
- superficie : asfalto
- partecipanti : 107 equipaggi iscritti, 106 partiti, 88 arrivati

Podio :
| 1° | Sébastien Loeb | Daniel Elena   | Citroën C4 WRC       | in 3h 27m 27,5s |
| 2° | François Duval | Patrick Pivato | Citroën Xsara WRC    | a 20,3s         |
| 3° | Mikko Hirvonen | Jarmo Lehtinen | Ford Focus RS WRC 07 | a 2m 19,2s      |

## 27ª edizione (2008)
- 10ª gara del Campionato del mondo rally 2008
- partenza : 15 agosto 2008
- arrivo : 17 agosto 2008
- distanza : 1165,09 km di cui 352,89 km (343,07 km realmente percorsi) in 19 prove speciali (di cui 1 neutralizzata)
- superficie : asfalto
- partecipanti : 85 equipaggi iscritti, 81 partiti, 57 arrivati

Podio :
| 1° | Sébastien Loeb | Daniel Elena   | Citroën C4 WRC       | in 3h 26m 19,7s |
| 2° | Daniel Sordo   | Marc Martí     | Citroën C4 WRC       | a 47,7s         |
| 3° | François Duval | Patrick Pivato | Ford Focus RS WRC 07 | a 1m 20,0s      |

## 28ª edizione (2010)
- 9ª gara del Campionato del mondo rally 2010
- partenza : 20 agosto 2010
- arrivo : 22 agosto 2010
- superficie : asfalto

Podio :
| 1° | Sébastien Loeb  | Daniel Elena     | Citroën C4 WRC | in 3h 59m 38,3s |
| 2° | Daniel Sordo    | Marc Martí       | Citroën C4 WRC | a 51,3s         |
| 3° | Sébastien Ogier | Julien Ingrassia | Citroën C4 WRC | a 2m 13,0s      |

## 29ª edizione (2011)
- 9ª gara del Campionato del mondo rally 2011
- partenza : 19 agosto 2011
- arrivo : 21 agosto 2011
- superficie : asfalto

Podio :
| 1° | Sébastien Ogier | Julien Ingrassia  | Citroën DS3 WRC     | in 3h 32m 15,9s |
| 2° | Sébastien Loeb  | Daniel Elena      | Citroën DS3 WRC     | a 39,8s         |
| 3° | Dani Sordo      | Carlos del Barrio | Mini Countryman WRC | a 1m 55,6s      |

## 30ª edizione (2012)
- 9ª gara del Campionato del mondo rally 2012
- partenza : 24 agosto 2012
- arrivo : 26 agosto 2012
- superficie : asfalto

Podio :
| 1° | Sébastien Loeb     | Daniel Elena   | Citroën DS3 WRC    | in 3h 41m 52,0s |
| 2° | Jari-Matti Latvala | Mikka Anttila  | Ford Fiesta RS WRC | a 2m 00,1s      |
| 3° | Mikko Hirvonen     | Jarmo Lehtinen | Citroën DS3 WRC    | a 2m 31,4s      |